# Società Ferroviaria Apuo Veneta
La Società Ferroviaria Apuo Veneta è un'impresa italiana che opera nell'organizzazione dei trasporti e nelle manovre ferroviarie. Costituita nel 2001 ad opera di alcune realtà toscane e venete, non ha mai avviato l'attività diretta come impresa ferroviaria, limitandosi a svolgere ruoli prevalentemente nel comprensorio del porto di Carrara.

## Settori di attività
Nata per favorire lo sviluppo del trasporto ferroviario a servizio dei porti di Carrara e Venezia, l'azienda svolge prevalentemente servizi di manovra presso i raccordi della Zona Industriale Apuana e organizza spedizioni su rotaia fra la Toscana e il Veneto.
L'impresa gestisce altresì il servizio sul tratto di ferrovia della zona industriale di Scarlino, a servizio delle imprese Nuova Solmine e Scarlino Energia.

## Storia
La società fu costituita il 5 luglio 2001 a Marina di Carrara allo scopo di favorire "l'integrazione e lo sviluppo dei trasporti ferroviari" che gravitano su tale infrastruttura toscana.
In occasione dell'inaugurazione del nuovo terminal di Porto Marghera, partecipato dalla Porto di Carrara s.p.a., nel 2009 fu annunciato l'avvio di un servizio merci gestito da Apuo Veneta con il quale la merce sarebbe stata "caricata sulle banchine di Marina di Carrara e trasportate a Verona".
Nel 2013 alla Società Ferroviaria Apuo Veneta fu conferito l'appalto quadriennale 2013-2016, rinnovabile fino al 2020, per lo svolgimento del servizio ferroviario dal porto di Marina di Carrara alla stazione di Massa Zona Industriale.
Divenuta realtà a socio unico controllata dalla Porto di Carrara s.p.a., la stessa annunciò nel 2014 la fusione per incorporazione della Società Ferroviaria Apuo Veneta nella controllante.

## Dati societari
All'atto della fondazione, i soci erano costituiti dalla Porto di Carrara s.p.a., dalla Spintermar e dalla Servizi Industriali di Tricesimo (in seguito divenuta Rail One Servizi Industriali), che detenevano rispettivamente il 50%, il 30% e il 20% del capitale.
L'azienda possiede la licenza di operatore ferroviario n. 62, rilasciata il 20 aprile 2010, ma al 2015 non risultava attiva non avendo richiesto il relativo certificato di sicurezza da rilasciarsi a cura dell'Agenzia Nazionale per la Sicurezza delle Ferrovie.